# 浜田文雅
浜田 文雅（はまだ ふみまさ、1931年10月16日 - ）は、日本の経済学者。学位は、経済学博士（慶應義塾大学・論文博士・1968年）（学位論文「設備投資行動の研究」）。慶應義塾大学名誉教授。

## 経歴
東京生まれ。
1950年慶應義塾高等学校卒業、1954年慶應義塾大学経済学部卒業。1956年同大学院経済学研究科修士課程修了。
1960年関西大学大学院博士課程満期退学。同年関大専任講師。
1962年慶大産業研究所専任講師、1965年助教授、1968年「設備投資行動の研究」で慶應義塾大学より経済学博士の学位を取得。1968年慶大経済学部助教授、1971年教授。1992年定年、名誉教授となり、東京国際大学教授を務めた。

## 著書
- 『企業と金融』（筑摩書房 経営学全集, 1971年）
- 『設備投資行動の計量分析 資本ストックの成長と投資行動』（東洋経済新報社, 1971年）
- 『現代経済分析入門 新しい国民所得論』（日本評論社, 1979年）
- 『日本経済のマクロ分析』（日本評論社, 1984年）
- 『初学者のためのマクロ経済学』（慶應通信, 1986年）
- 『文章理解の方法』（慶應義塾大学出版会, 1996年）
- 『マクロ経済学』（東洋経済新報社 やさしい経済学シリーズ, 2002年）

### 共編著
- 『国民所得論』（大熊一郎共著, 日本評論社, 1966年）
- 『論文と記述 大学受験 小論文と論述・記述のすべて』（三潴信邦, 高橋正夫共編, 好学社, 1976年）
- 『計量経済分析入門』（山田光男共著, 丸善 情報処理実用シリーズ, 1987年）
- 『マクロ経済学の基礎』（安井修二共編, 有斐閣, 1989年）
- 『金融論の基礎』（鴨池治共編, 有斐閣, 1992年）
- 『アジアの経済開発と経済分析』（編著, 文真堂, 1993年）
- 『日本経済分析のフロンティア』（編著, 有斐閣, 1993年）
- 『ミクロ経済学の基礎』（編著, 有斐閣, 1993年）
- 『公共経済学の基礎』（加藤寛共編, 有斐閣, 1996年）
- 『企業行動の動学モデル ミクロデータによる個別企業の市場価値の推定』（青木茂男, 千田亮吉共著, 多賀出版, 2006年）

### 翻訳
- E・クー, R・シュマレンシー『マクロ経済モデル 経済の予測・政策シミュレーションの入門』（マグロウヒル好学社, 1975年）
- ミカエル・カーター,ロドニー・マドック『合理的期待入門 新しいマクロ経済学』（千田亮吉共訳, 慶應通信, 1987年）

## 論文
- <浜田文雅